# Ильмень (озеро, Михайловский район)
И́льмень — бессточное озеро, расположенное в северной части Волгоградской области России.

## География
Озеро расположено в долине Медведицы, вблизи юго-западной окраины хутора Ильменский 2-й (городской округ город Михайловка). Другие населённые пункты поблизости — Большая Глушица и Етеревская.
Площадь озера — 0,2 км². Лежит на высоте 88,6 метра над уровнем моря. Относится к водосборному бассейну реки Дон. Основное питание озера осуществляется за счёт весеннего половодья и зимней меженью; обычно к осени уровень воды в озере понижается.
Водоём богат пресноводной рыбой, издавна был привлекателен для рыбалки, об этом свидетельствует документ XIX века, — «Списки населённых мест Войска Донского по сведениям 1859 года», в котором географический объект именуется «Ильмень Богатый». По контуру озера много небольших заводей, зарослей камыша, создающих оптимальные условия для обитания и размножения рыбы (сом, лещ, голавль, карась, окунь, щука и др.) и птиц.
Озеро — значимый объект региональной экосистемы, место гнездования птиц, внесенных в Красную книгу.

## Этимология
Ильмень (ильме́нь, -я́ и и́льмень, -я, м.) — мелкое озеро, с берегами заросшими тростником и камышом, представляющее собой остатки рукава или древнего русла реки, образовавшегося в результате изменения излучины реки из-за ежегодных весенних разливов — половодий.